# Pinari Valent
Pinari Valent (llatí: Pinarius Valens) va ser un militar romà del segle iii. Formava part de la gens Pinària, una molt antiga gens romana d'origen patrici.
Va ser nomenat prefecte del pretori quan es van nomenar emperadors Pupiè Màxim i Dècim Celi Balbí, l'any 238, després de la mort dels emperadors Gordià I i Gordià II. Pinari Valent era oncle patern de Pupiè Màxim.